# Flogbergets gruva

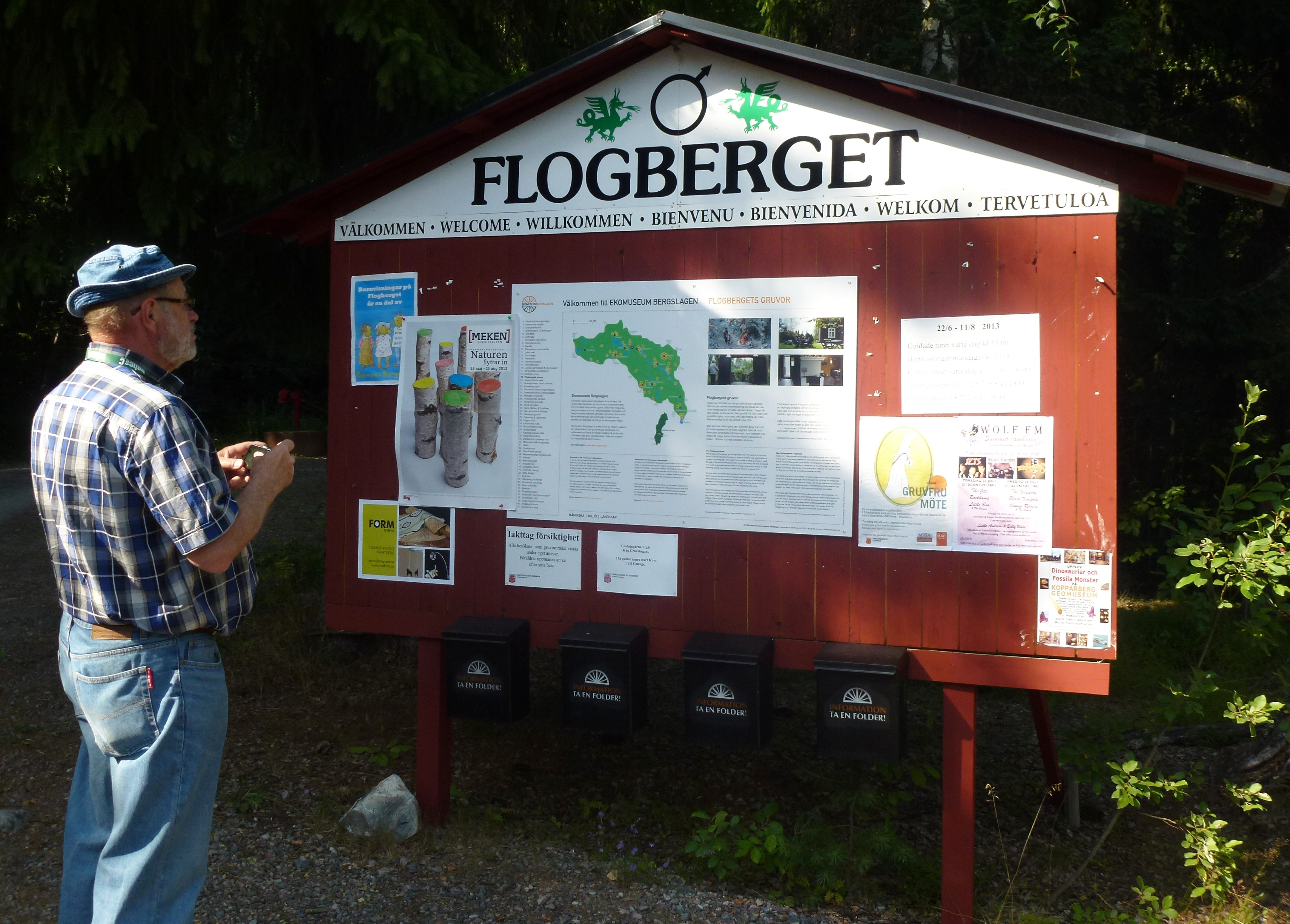
Flogbergets gruva, infotavla 2013

Flogbergets gruva (uttalas med stumt "g") ligger i Lernbo, cirka sju kilometer väster om Smedjebacken i Smedjebackens kommun, södra Dalarna. Numera är gruvan en del av Ekomuseum Bergslagen och en av de få besöksgruvorna i Sverige.

## Namnet
Namnet kommer, med största sannolikhet, från ordet floga vilket betydde drakeld. Enligt folktron vet den som ser flogelden att där finns en malmfyndighet dold i marken. 

## Historik

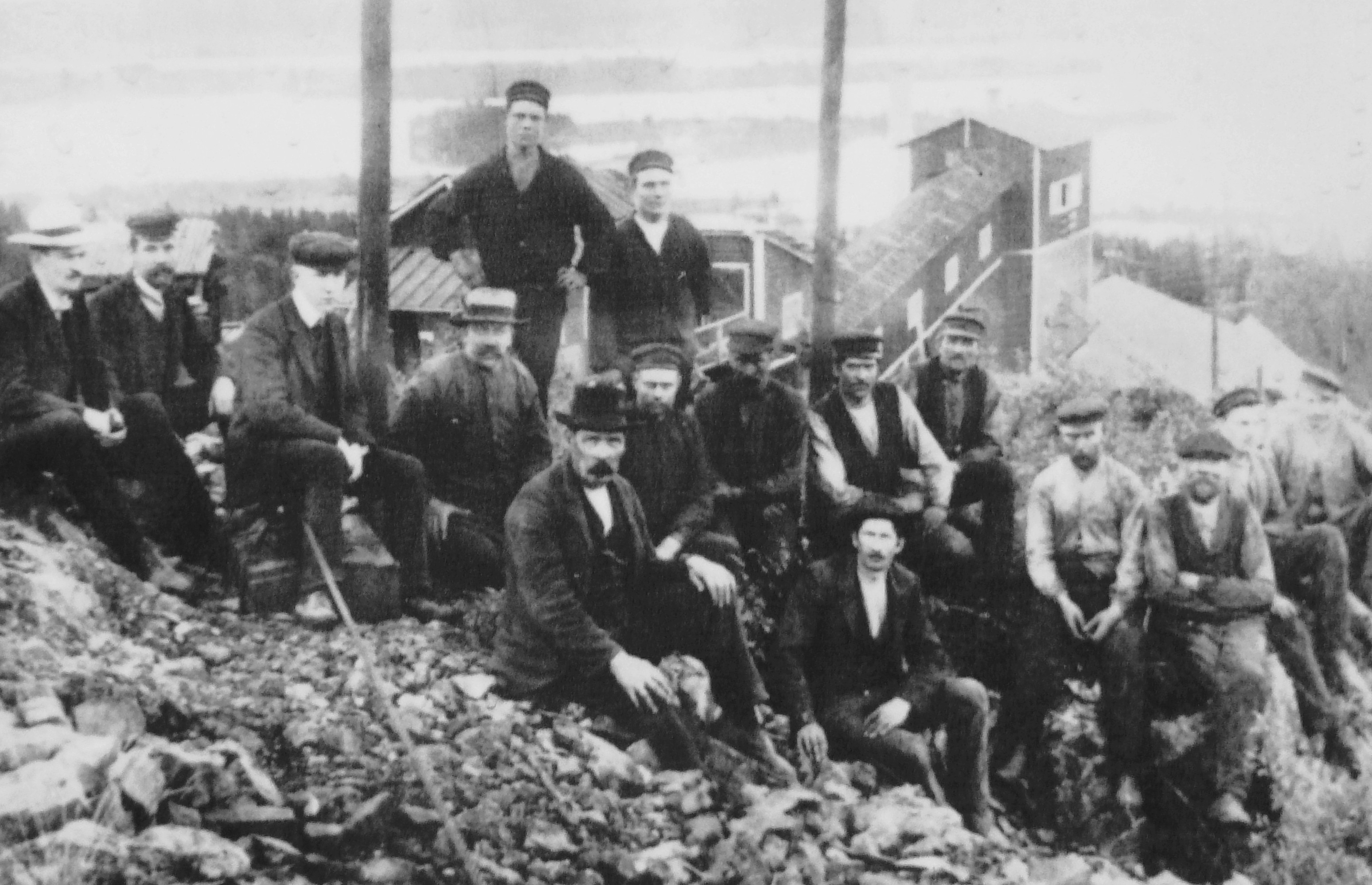
Arbetsstyrkan 1915

Gruvan fanns redan på 1600-talet. Sprängning med krut ersatte tillmakningen och kom i bruk på 1700-talet. På 1870-talet började man använda dynamit. Vid 1900-talets början moderniserades gruvan och brytning i större skala inleddes. Man anlade ett krossverk och ett anrikningsverk där den koncentrerade malmen pressades till briketter. Genom Nordvalls stoll hade gruvan en nästan horisontell förbindelse mot landsvägen (idag Länsväg W 637) i öst. Gruvan var i drift ända fram till 1918 varefter området förföll. På 1990-talet gjordes gruvan till en besöksgruva med gruvspel, teknikpark och kafé. Då länspumpades de delar som ingår i besöksgruvan meden andra delar är vattenfyllda. Idag tillhör Flogberget en av Sveriges intressanta gruvmiljöer med ett 15-tal gruvhål där fortfarande spår av tillmakningsmetoden är synliga.

## Flogbergets gruvor (urval)
Från norr till söder:

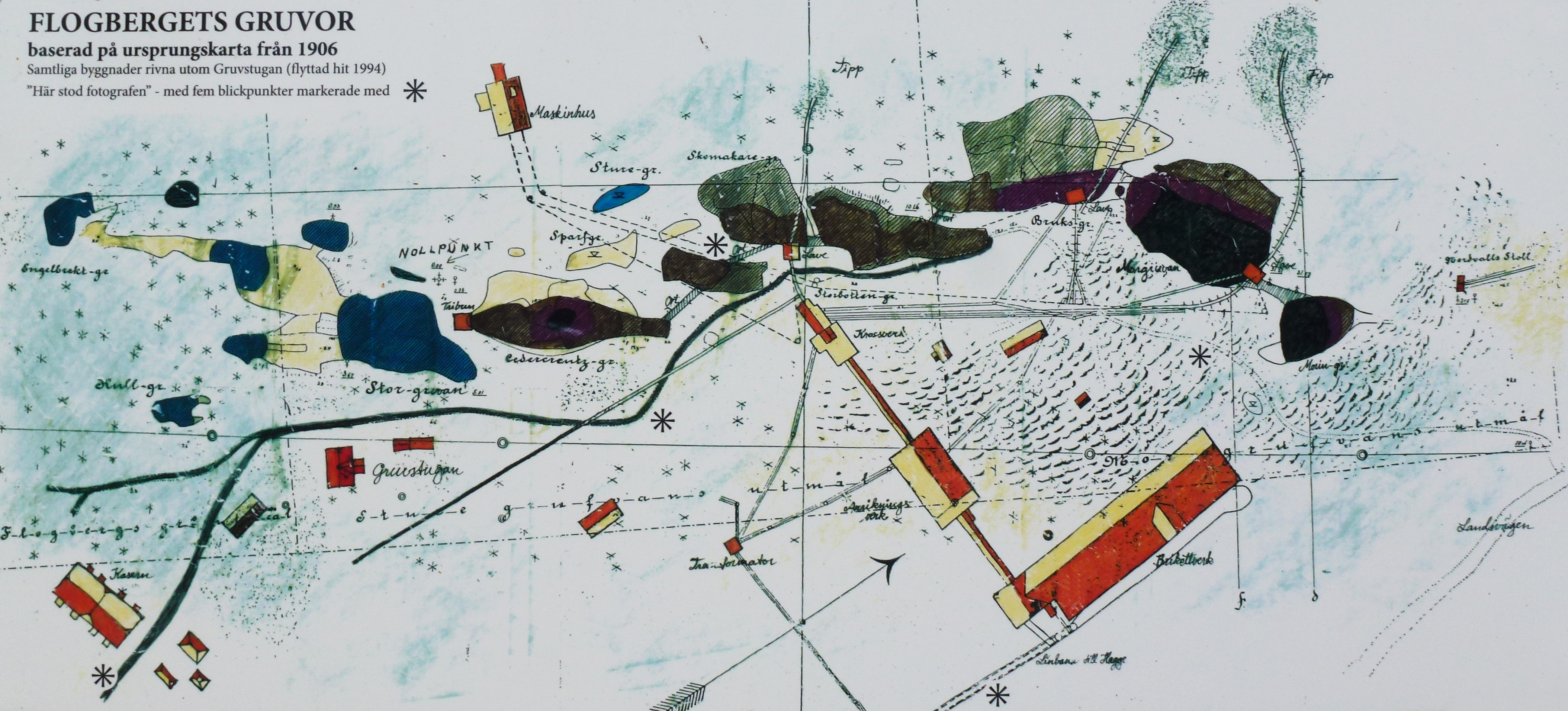
Flobergets gruvor översiktskarta, 1906

- Morgruvan var Flogbergets största dagbrott och i drift på 1900-talet. Vid stängningen 1918 sprängdes gruvan så att rasmassorna blockerade den djupaste delen. På norra väggen stod en av Flogbergets tre lavar.
- Bruksgruvan ligger på 30 meters nivån och har förbindelse med Storbottengruvan genom det så kallade Nyckelhålet och en trappa. Mellan Bruksgruvan och Morgruvan finns Morgruvevalvet som är ”Flogbergets vackraste öppning”. Bruksgruvan var i drift under 1900-talet.
- Skomakegruvan ligger söder om en tunn diabasvägg. På denna befann sig en gång i tiden en lave för uppfordring av malm genom den så kallade Hundschaktet. Via en bockbana transporterades gråberget till en tipp som låg på västra sidan av gruvområdet.
- Storgruvan har mycket gamla anor och ligger i Flogbergsfältets högste del. Gruvan är 22 meter djup och vattenfylld då den inte står i förbindelse med den avvattnade stollen i gruvans botten.
- Cedercreutz-gruvan är Flogbergets djupaste gruva med 45 meter. Den står i förbindelse med Nordvalls stoll och är därför torrlagd. Gruvan ägdes på 1700-talet av brukspatron och landshövdingen i Kopparbergs län Jonas Cedercreutz på Ludvika bruk.

## Bilder

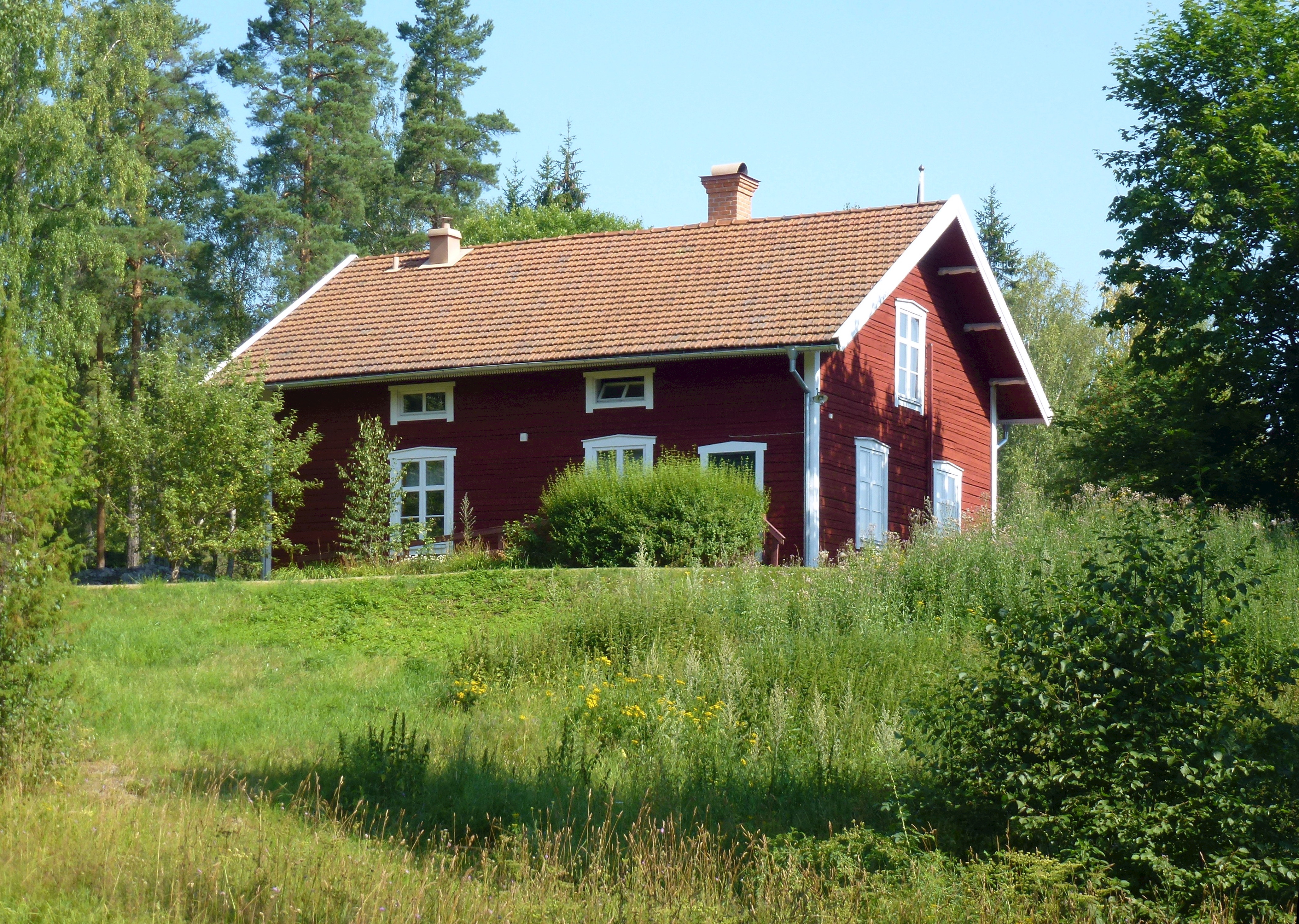
Gruvstugan
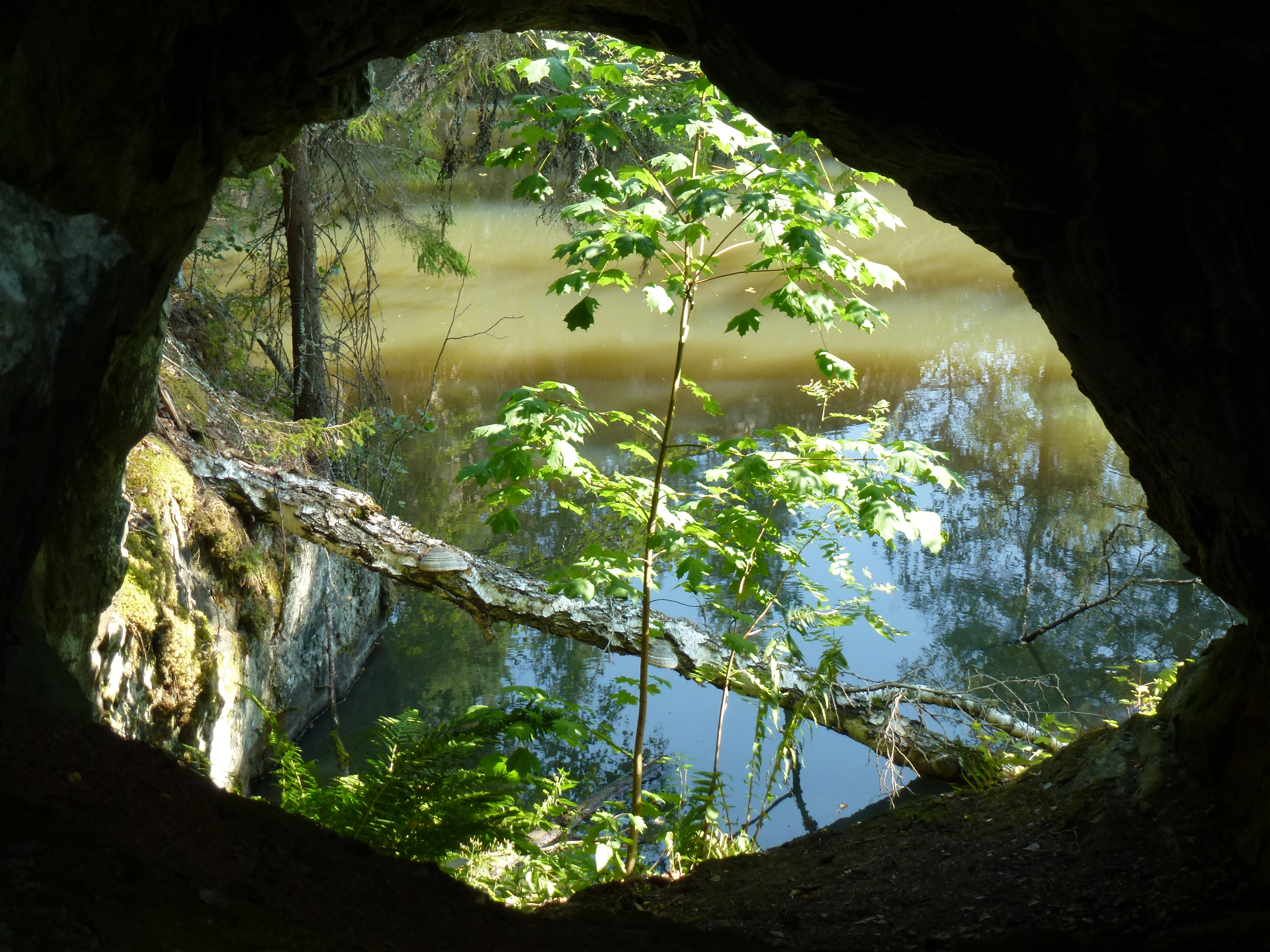
"Morgruvevalvet"
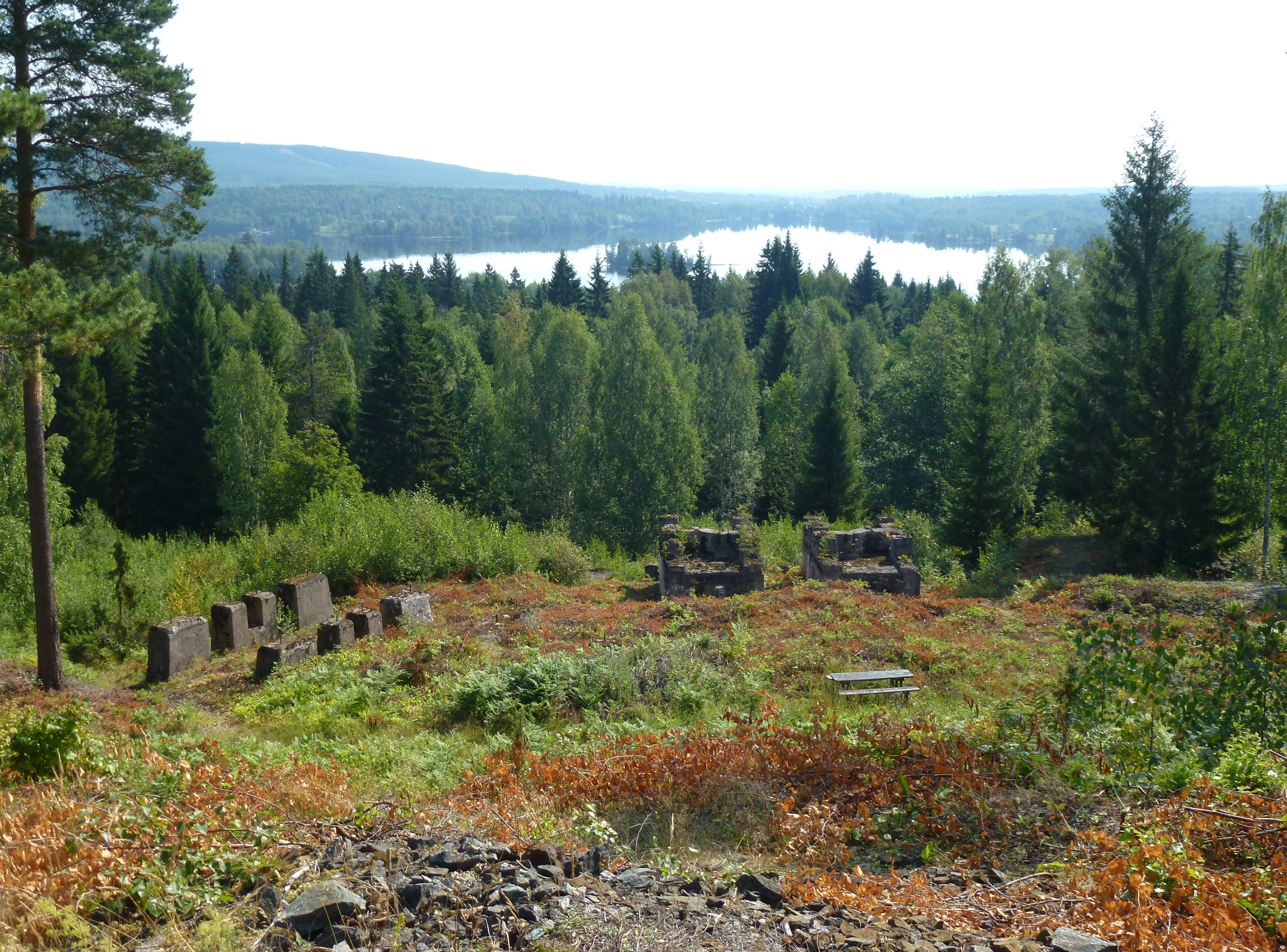
Fundament efter brikettverket
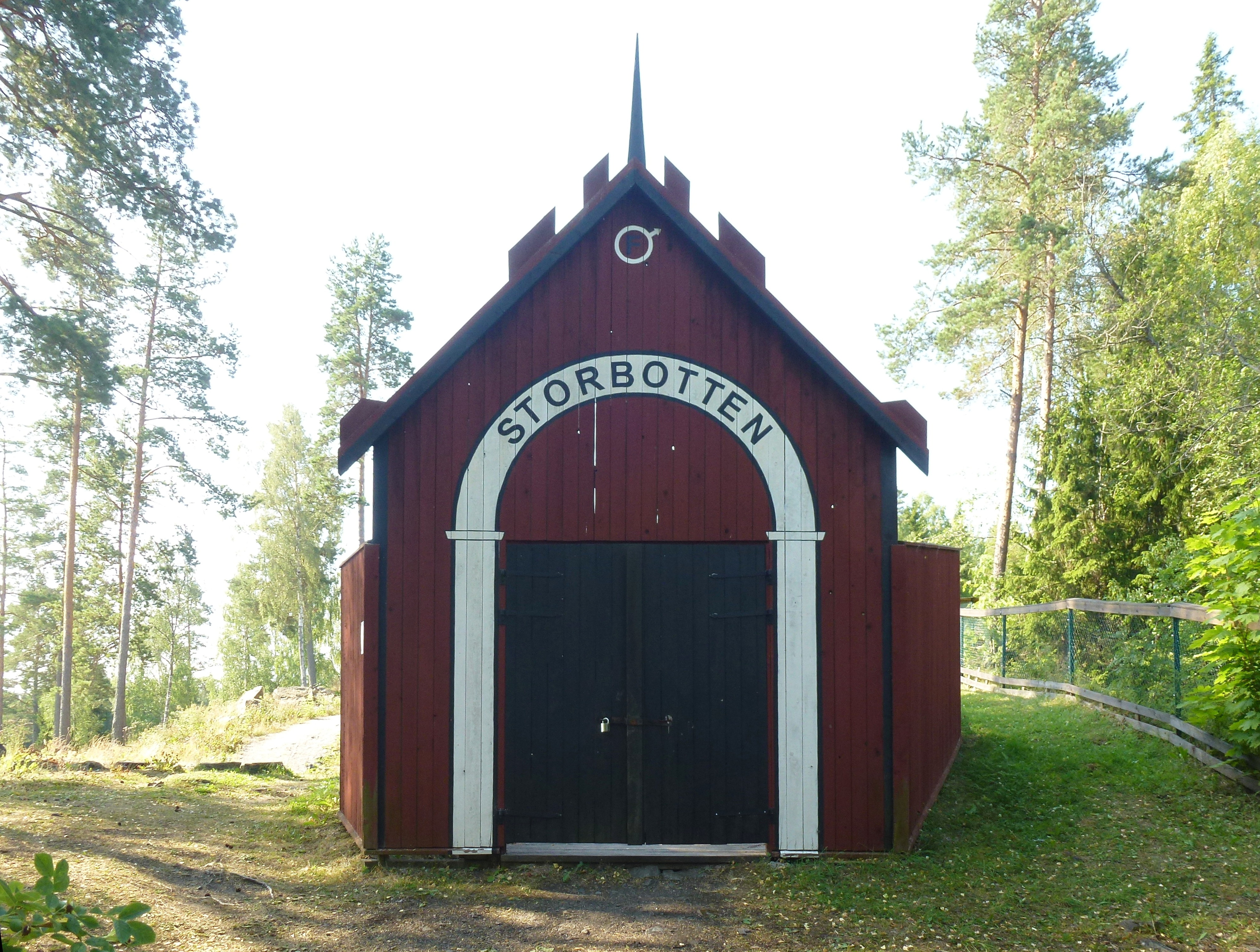
Entré till besöksgruvan